# تپه سید سهراب
تپه سید سهراب مربوط به هزاره اول قبل از میلاد است و در شهرستان نقده، بخش محمدیار، دهستان المهدی، روستای قلات واقع شده و این اثر در تاریخ ۷ خرداد ۱۳۸۷ با شمارهٔ ثبت ۲۲۸۶۹ به‌عنوان یکی از آثار ملی ایران به ثبت رسیده است.